# Israfil

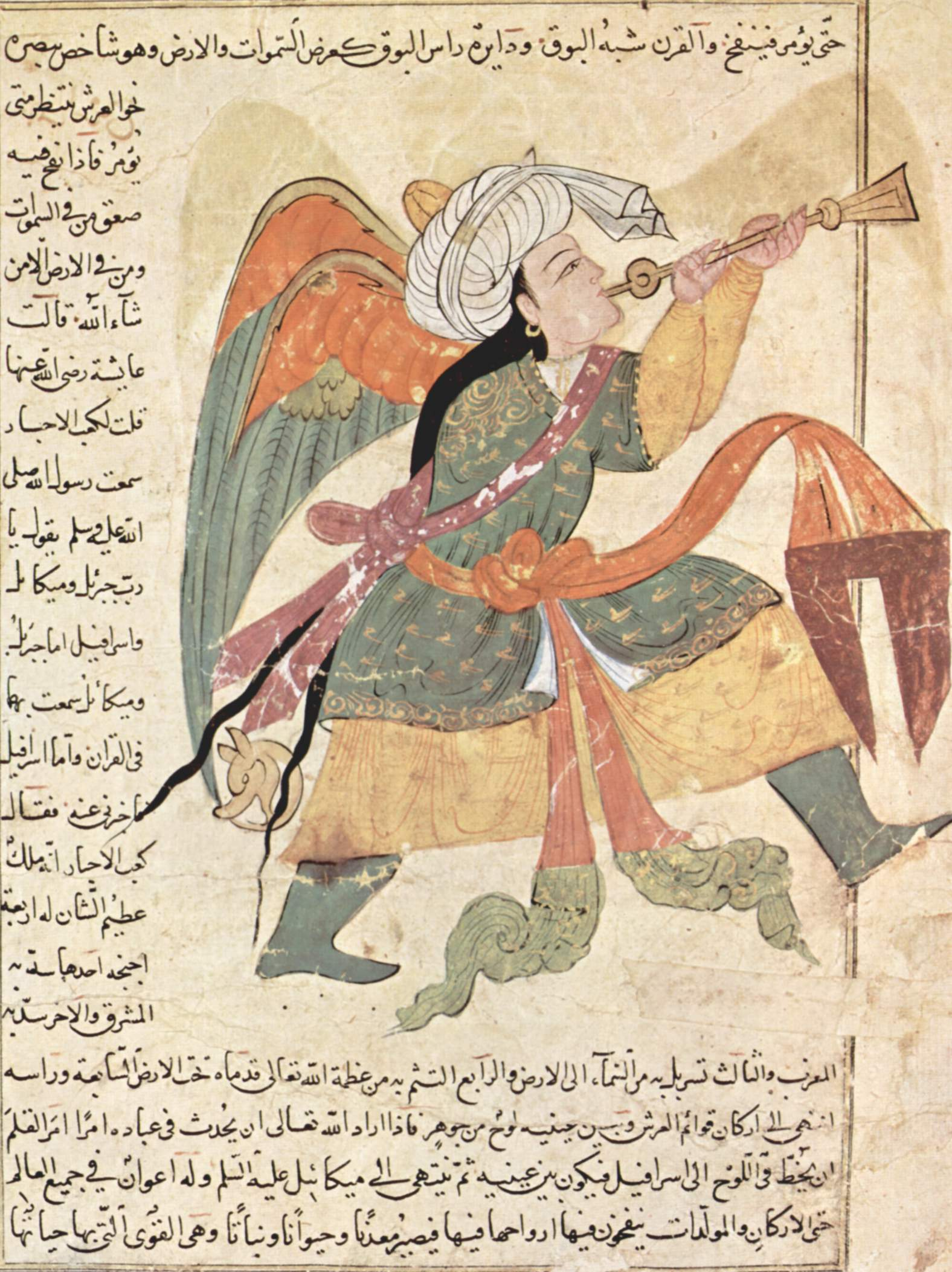
Isrāfīl in un manoscritto iracheno del XIII secolo delle ʿAjāʾib al-makhlūqāt ("Le meraviglie delle cose create") di Zakariyyāʾ b. Muḥammad al-Qazwīnī (Freer Gallery of Art, Washington D.C.)

Isrāfīl (in arabo إسرافيل‎?) è un angelo che, nella tradizione religiosa coranica e islamica, è incaricato di suonare il corno nel giorno del Giudizio finale. Al suono del corno seguirà la morte immediata di ogni essere umano ancora in vita, immediatamente dopo resuscitato da Allah per il suo verdetto finale che, scritto su una tavoletta, sarà letto dallo stesso Isrāfīl.
Gigantesco (come ogni angelo) si dice che la lunghezza del suo solo piede sia di 7 Terre e che la sua testa raggiunga le vicinanze del Trono celeste.
Le sue quattro ali sono puntate in direzione dell'Est e dell'Ovest, una per coprire se stesso e una per proteggersi dall'altrimenti devastante visione di Dio.
Nella tradizione, alcuni ḥadīth affermano che Maometto sia stato istruito per 3 anni da lui, cedendo poi il suo posto a Jibra'il per la Rivelazione divina.